# 动物森友会广场
《动物森友会广场》是已停服的免费游玩社交网络服务，由任天堂为Wii U发行。该应用为《动物森友会》系列作品《来吧！动物森友会》的衍生产品，与目前已关闭的社交网络服务Miiverse捆绑。游戏已不再受任天堂支持，于2014年12月22日从任天堂eShop下架。

## 游戏系统
《动物森友会广场》允许玩家与其他《来吧！动物森友会》玩家互动，类似于任天堂的《Wara Wara Plaza》。玩家还可以向其他玩家发布信息、获取《来吧！》的新闻和更新、参与投票。应用可通过SD卡与《来吧！》连接，发布或保存《来吧》的截图，利用QR码分享游戏内的服装设计。用户也可以直接将《来吧！》的帖子上传至Miiverse社交网络服务。游戏的地图住满了《动物森友会》系列的非玩家角色，他们可以与玩家互动。

## 开发
游戏于2013年8月7日举行的任天堂直面会公布，同日商家任天堂eShop。该应用被设计为限定应用，定于2014年底停用。
2014年12月8日，任天堂确认不再支持《广场》。该应用于2014年12月22日从eShop下架，上传新帖子的功能于12月31日下线。已经下架该应用的玩家仍可以游玩该应用，但无法使用社交功能。